# Cornelis Zwier
Cornelis "Cor" Zwier (Opperdoes, 22 januari 1927 – Hoorn, 7 juli 2005) was een Nederlandse politicus van het CDA.
Naast tuinder was hij ook betrokken bij de lokale politiek. In 1960 kwam hij in de gemeenteraad van Opperdoes en vanaf 1962 was hij daar ook wethouder. Nadat Jan Willem Bol, burgemeester van Opperdoes en Medemblik, benoemd was tot burgemeester van Bunschoten, stopte Zwier als wethouder en gemeenteraadslid om in januari 1977 waarnemend burgemeester van Opperdoes te worden. Op 1 januari 1979 ging Opperdoes op in de nieuwe gemeente Noorder-Koggenland waar hij nog vier jaar wethouder is geweest. Midden 2005 overleed Zwier op 78-jarige leeftijd in het Hoornse Westfriesgasthuis.